# Мамбеков, Жуматай
Жуматай Мамбеков (1892 год, аул Бозбутак, Туркестанский край, Российская империя — дата и место смерти неизвестны) — колхозник, табунщик, Герой Социалистического Труда (1948).

## Биография
Родился в 1892 году в ауле Бозбутак Туркестанского края, Российская империя (сегодня — Отырарский район Южно-Казахстанской области, Казахстан). C раннего возраста занимался пастушеским делом. В 1929 году вступил в колхоз «Коммуна» Туркестанского района Чимкентской области. С 1954 года по 1959 год работал в Каратауском лесхозе. С 1960 года по 1964 год работал скотником в колхозе «Коммуна».
В 1947 году вырастил 89 жеребят от 89 конематок. За этот доблестный труд был удостоен в 1948 году звания Героя Социалистического Труда.

## Награды
- Герой Социалистического Труда — указом Президиума Верховного Совета СССР от 23 июля 1948 года;
- Орден Ленина (1948);